# Stjepan Đureković
Stjepan Đureković (transkribiert auch Djureković; * 8. August 1926 in Bukovac bei Petrovaradin; † 28. Juli 1983 in Wolfratshausen) war ein jugoslawischer Industriemanager, Systemkritiker und Schriftsteller, der von der jugoslawischen Geheimpolizei ermordet wurde.
Vor seiner Ermordung zählte der Kroate Đureković laut dem Nachrichtenmagazin Spiegel zu den schärfsten Kritikern des sozialistischen Jugoslawien. Er war einer von mindestens 22 Exilkroaten, die nach Angaben von Ermittlern zwischen 1970 und 1989 in Deutschland ermordet wurden.

## Leben
Đureković pflegte als Marketingdirektor des staatlichen jugoslawischen Mineralölkonzerns INA enge Kontakte in die politische und wirtschaftliche Spitze Jugoslawiens.
Im April 1982 flüchtete Đureković nach München, wo sich viele damalige Exilkroaten aufhielten. Er brachte drei Manuskripte für regimekritische Bücher mit, die er in Deutschland unter den serbokroatischen Titeln (zu deutsch) Ich, Josip Broz-Tito, Kommunismus: Der große Betrug und Rote Manager publizierte.
Nach Erkenntnis des 6. Strafsenats des Oberlandesgerichts München ordnete der Rat für die Verteidigung der verfassungsmäßigen Ordnung der jugoslawischen Teilrepublik Kroatien die Liquidierung von Đureković durch die jugoslawische Geheimpolizei Služba državne bezbednosti (SDB) an.
Josip Perković, tätig als Leiter der Abteilung Feindliche Emigration des jugoslawischen Geheimdienstes in Zagreb, erhielt wahrscheinlich im Frühjahr 1982 von seinem Vorgesetzten, Zdravko Mustač, den Auftrag, die Ermordung von Đureković zu planen und vorzubereiten. Zu diesem Zweck nahm Perković Kontakt zu seinem Informanten, Krunoslav P., auf, der in engem Kontakt mit Đureković stand und dessen Vertrauen genoss. Nachdem Perković seinen Informanten in das Vorhaben eingeweiht hatte, entschieden sie, das Attentat in einer u. a. von Đureković als Druckerei genutzten Garage in Wolfratshausen zu verüben. In der Folge beschaffte Krunoslav P. einen Nachschlüssel zu der Garage, den Perković selbst oder über Dritte an die späteren Täter weitergab. Mit diesem Nachschlüssel gelangten die bislang nicht eindeutig identifizierten Attentäter unbemerkt in die Garage an der Sauerlacher Straße in Wolfratshausen, wo sie Đureković am 28. Juli 1983 auflauerten und mit sechs Pistolenschüssen in Rücken und Arme sowie einem Beilhieb in den Kopf töteten. Die Polizei ging von drei Mördern aus.
Unter Anteilnahme mehrerer hundert Menschen wurde Đureković am 5. August 1983 auf dem Münchener Waldfriedhof beigesetzt.
Nur vier Jahre später wurde vermutlich auch sein Sohn Damir Đureković (1954–1987) in Kanada ermordet.

## Verbindungen zu Nachrichtendiensten
Die deutschen Fernsehjournalisten Philipp Grüll und Frank Hofmann stießen bei Recherchen für eine TV-Dokumentation auf einen Vermerk des Polizeipräsidiums München. Demnach meldete sich am 25. Januar 1983, knapp sechs Monate vor dem Mord an Đureković, ein Beamter des Bundesnachrichtendienstes (BND) beim Polizeidezernat 14 und teilte mit, dass „ein ehemaliger BND-Mitarbeiter gegenwärtig durch den jugoslawischen Geheimdienst ernsthaft gefährdet“ sei. Es handelte sich um Stjepan Đureković. Dass Đureković Verbindungen zum BND hatte, führten die Verteidiger der Angeklagten im späteren Prozess ebenfalls an.

## Strafverfahren
Im Juli 2008 wurde Krunoslav Prates wegen mittäterschaftlich begangenen Mordes zu lebenslanger Haft verurteilt.
Im Januar 2014, kurz nach seinem EU-Beitritt, lieferte Kroatien auf Druck von Deutschland den ehemaligen SDS-Geheimdienst-Chef Zdravko Mustač (* 1942) und seinen Mitarbeiter Josip Perković (* 1945) aus. Ab dem 17. Oktober 2014 wurde vor dem 7. Strafsenat des Oberlandesgerichts München wegen Mordes an Đureković verhandelt. Anfang August 2016 wurden beide zu lebenslanger Haft verurteilt. Im Mai 2018 verwarf der Bundesgerichtshof die Revisionen der Angeklagten, womit das Urteil von 2016 nun rechtskräftig ist. 2019 wurde Perković im Rahmen einer Haftüberstellung nach Kroatien überführt.

## Schriften
- Ja, Josip Broz-Tito. [Ich, Josip Broz-Tito]. International Books, München 1982.
- Komunizam. Velika prevara. [Kommunismus. Der große Betrug]. International Books, 1982.
- Sinovi orla = Bijtʼ e shqiponjës. [Die Söhne des Adlers]. International Books (um 1982).
- Slom ideala. Ispovijed Titovog ministra. [Zusammenbruch der Ideale. Das Geständnis von Titos Minister]. International Books, 1983.
- Crveni manageri. [Rote Manager]. International Books, 1983.
- Yugoslavia in Crisis. The Political and Economic Dimensions. Croatian National Congress, New York 1983.